# Eleições parlamentares europeias de 2004 (Hungria)
As eleições parlamentares europeia de 2004 na Hungria, realizaram-se a 13 de junho e, serviram para, pela primeira vez, eleger os 24 deputados nacionais ao Parlamento Europeu.

## Resultados Oficiais
| Partido                 | Partido                           | Votos     | %               | Deputados |
| ----------------------- | --------------------------------- | --------- | --------------- | --------- |
|                         | Fidesz                            | 1 457 750 | 47,40 / 100,00  | 12 / 24   |
|                         | Partido Socialista                | 1 054 921 | 34,30 / 100,00  | 9 / 24    |
|                         | Aliança dos Democratas Liberais   | 237 908   | 7,77 / 100,00   | 2 / 24    |
|                         | Fórum Democrático Húngaro         | 164 025   | 5,33 / 100,00   | 1 / 24    |
|                         | Partido Húngaro da Justiça e Vida | 72 203    | 2,35 / 100,00   | 0 / 24    |
|                         | Partido dos Trabalhadores         | 56 221    | 1,83 / 100,00   | 0 / 24    |
|                         | Outros                            | 32 422    | 1,06 / 100,00   | 0 / 24    |
| Votos Inválidos         | Votos Inválidos                   | 22 207    | 0,72 / 100,00   |           |
| Total                   | Total                             | 3 097 657 | 100,00 / 100,00 | 24 / 24   |
| Eleitorado/Participação | Eleitorado/Participação           | 8 046 247 | 38,50 / 100,00  |           |
| Fonte                   | Fonte                             | [ 1 ]     | [ 1 ]           | [ 1 ]     |